# Batalla de Sedan
La Batalla de Sedan  es va lliurar l'1 de setembre de 1870, durant la Guerra francoprussiana. El resultat va ser la captura de l'emperador Napoleó III amb el seu exèrcit i va decidir a la pràctica la guerra a favor de Prússia i els seus aliats, tot i que la lluita va continuar sota un nou govern francès.

## Accions prèvies
L'Exèrcit de Châlons francès, els efectius del qual ascendien a 120.000 soldats, liderat pel Mariscal Patrice MacMahon i acompanyat per l'Emperador Napoleó III, intentava alliberar Metz del setge, quan va ser interceptat per l'Exèrcit del Mosa prussià i derrotat en la batalla de Beaumont.
L'Exèrcit del Mosa i el Tercer Exèrcit Prussià, dirigits pel Mariscal de Camp Helmuth von Moltke i acompanyats pel rei Guillem I de Prússia i el canceller prussià Otto von Bismarck, van arraconar l'exèrcit de MacMahon a Sedan (Ardenes), en una maniobra envoltant a gran escala. El mateix MacMahon va ser ferit durant els atacs i el comandament va passar a mans del general Auguste Ducrot.
Després de la derrota de l'Exèrcit del Rin sota el comandament del Mariscal François Achille Bazaine, a la batalla de Gravelotte, aquest va ser obligat a retirar-se a Metz, on va ser assetjat per 150.000 efectius del Primer i Segon exèrcits prussians. L'emperador Napoleó III, al costat del Mariscal Patrice MacMahon, va reclutar el nou Exèrcit de Châlons per marxar sobre Metz i rescatar Bazaine. Amb l'emperador dirigint personalment l'exèrcit i el Mariscal MacMahon com a ajudant, van guiar l'Exèrcit de Chalons en una marxa pel flanc esquerre cap a la frontera belga, en un intent d'evitar els prussians abans d'atacar cap al sud per reunir-se amb Bazaine.
Els prussians, sota el comandament de Von Moltke, van aprofitar aquesta incompetent maniobra per capturar els francesos en una tenalla. Després de deixar el primer i segon exèrcits prussians assetjant Metz, Moltke maniobrà amb el Tercer Exèrcit i l'Exèrcit del Mosa cap al nord, trobant-se amb els francesos a Beaufort el 30 d'agost. Després d'una dura batalla, en la qual els francesos van perdre 5.000 homes i 40 canons, McMahon es va retirar cap a Sedan. Després de replegar-se a la ciutat, l'Exèrcit de Chalons va ser ràpidament aïllat pels dos exèrcits prussians que convergien cap a la zona.
Napoleó III va ordenar al seu exèrcit trencar el setge immediatament. Substituí MacMahon, ferit el dia anterior, pel general Auguste Ducrot qui va prendre el comandament de les tropes franceses al camp.

## Desenvolupament

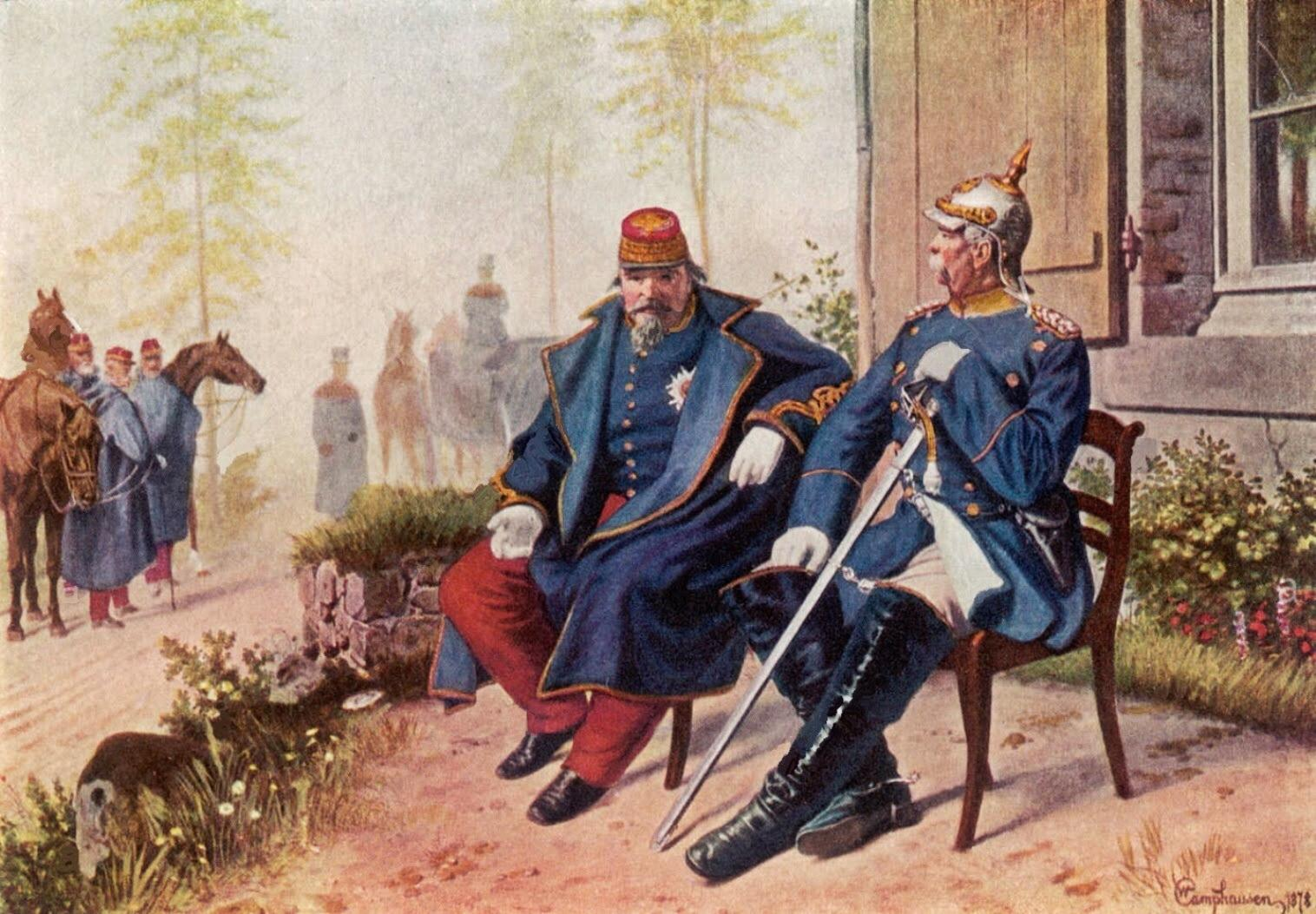
Otto von Bismarck i Napoleó III després de la Batalla de Sedan.

L'1 de setembre de 1870 va començar la batalla. L'Exèrcit de Châlons, amb 202 batallons d'infanteria, 80 esquadrons de cavalleria i 564 canons d'artilleria, va atacar els circumdants Tercer Exèrcit Prussià i Exèrcit del Mosa, que comprenien 222 batallons d'infanteria, 186 esquadrons de cavalleria i 774 canons. El general de Wimpffen, comandant del V Cos Francès de reserva, esperava poder llançar un atac combinat d'infanteria i cavalleria sobre el XI Cos Prussià. No obstant això, cap a les 11:00 l'artilleria prussiana martellejava les posicions franceses mentre arribaven nous reforços alemanys al camp de batalla. Després d'un intens bombardeig, càrregues prussianes des de l'est i nord-oest, i atacs bavaresos des del sud-oest, l'Exèrcit de Chalons va ser repel·lit cap a Bois de la Garenne, on va capitular. La cavalleria francesa, comandada pel general Marguerite, va llançar tres atacs desesperats a la propera vila de Floing, on s'havia concentrat el XI Cos Prussià. Marguerite va caure en combat liderant la primera d'aquestes càrregues, i les dues següents no van tenir més fruit que importants pèrdues per als francesos.

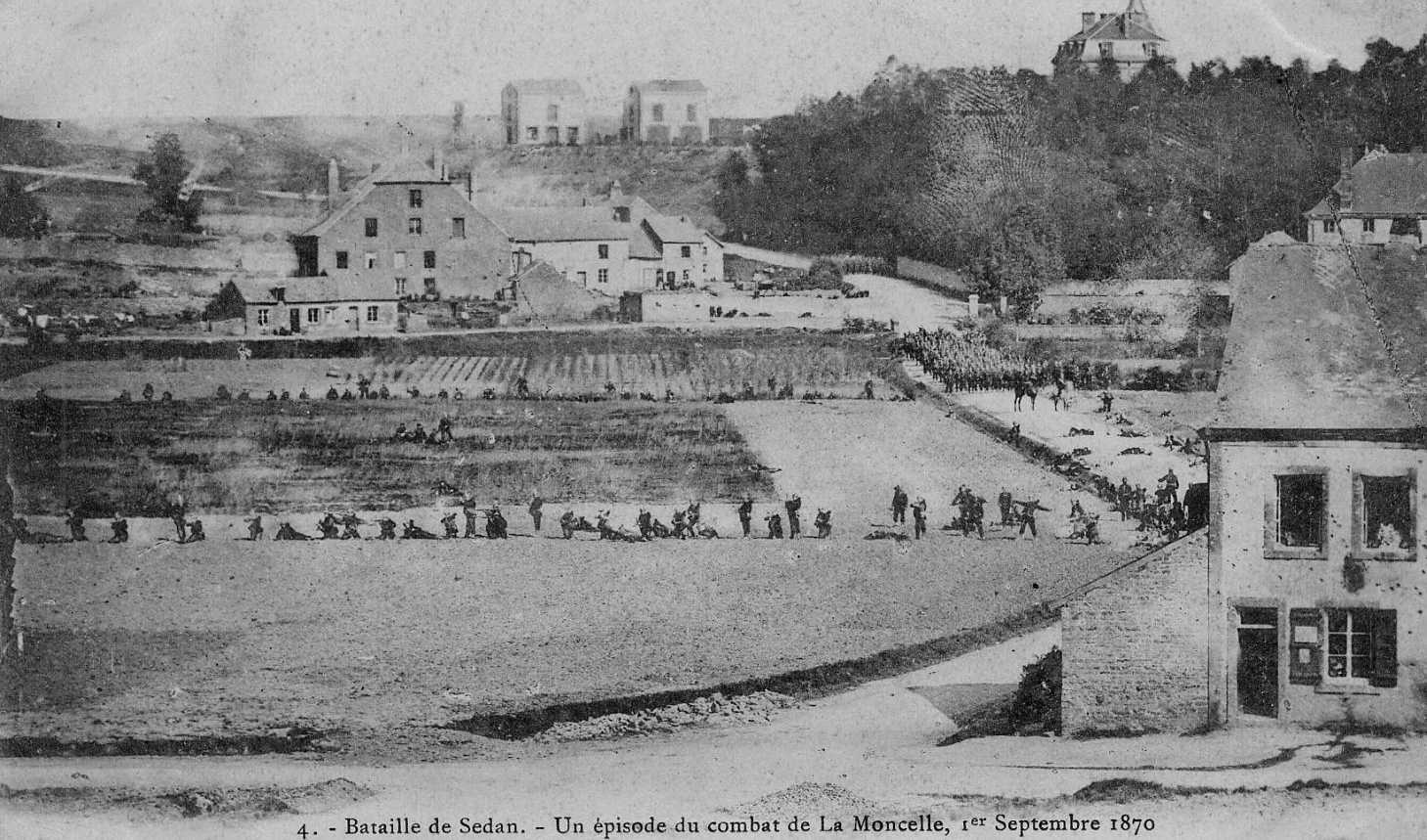
Un episodi de combat de La Moncelle.

Al final de la jornada, ja sense esperances de trencar el setge, Napoleó III va ordenar un alto el foc: 17.000 francesos havien mort o caigut ferits, i altres 21.000 havien estat capturats. Les pèrdues prussianes ascendien a 2.320 homes morts, 5.980 ferits i 700 capturats o desapareguts.
L'endemà, 2 de setembre de 1870, Napoleó III va ordenar hissar bandera blanca, rendint-se amb tot l'Exèrcit de Châlons a Moltke i al rei prussià.

## Conseqüències
Va ser una impressionant victòria per als prussians, ja que no només havien capturat tot l'exèrcit francès, sinó també el seu emperador. Dos dies després que aquestes notícies arribessin a París, el Segon Imperi Francès va ser enderrocat en una revolució pacífica, portant a la creació d'una junta de defensa nacional i a la Tercera República Francesa.

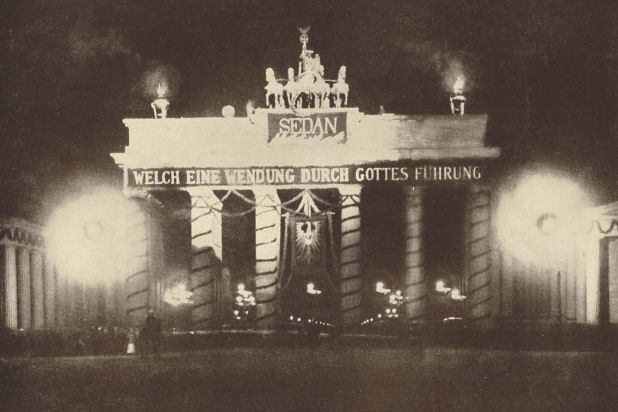
La Porta de Brandenburg a Berlín, decorada per celebrar la victòria de Sedan.

La derrota dels francesos a Sedan i la captura de Napoleó III van decidir el resultat final de la guerra a favor de Prússia. Després de la caiguda del Segon Imperi, Napoleó III va ser alliberat de la custòdia prussiana per exiliar-se a Anglaterra, mentre l'Exèrcit del Mosa i el Tercer Exèrcit Prussià avançaven per assetjar París, on Guillem I es va proclamar com Kaiser del Segon Reich.